# Tadjoura
Tadjoura (tiếng Afar: Tagórri; tiếng Ả Rập: تاجورة Tağūrah, tiếng Somalia: Tajuura) là đô thị cổ nhất tại Djibouti và là thủ phủ của Vùng Tadjourah. Thành phố nằm cạnh vịnh Tadjoura và có khoảng 45.000 dân. Đây là thành phố lớn thứ ba đất nước, sau thành phố Djibouti và Ali Sabieh.
Tadjoura có một bãi đáp máy bay và được nối với Thành phố Djibouti bằng hệ thống phà đường thủy. Nó được biết tới với những tòa nhà quét vôi trắng và những bãi biển lân cận.

## Khí hậu
Tadjoura có khí hậu khô cằn, với lượng mưa trung bình 186 mm (7.31 inch) mỗi năm. Nhiệt độ từ rất ấm áp vào tháng 12, tháng 1 và tháng 2 đến cực kỳ nóng trong tháng 7. 
| Dữ liệu khí hậu của Tadjoura            | Dữ liệu khí hậu của Tadjoura | Dữ liệu khí hậu của Tadjoura | Dữ liệu khí hậu của Tadjoura | Dữ liệu khí hậu của Tadjoura | Dữ liệu khí hậu của Tadjoura | Dữ liệu khí hậu của Tadjoura | Dữ liệu khí hậu của Tadjoura | Dữ liệu khí hậu của Tadjoura | Dữ liệu khí hậu của Tadjoura | Dữ liệu khí hậu của Tadjoura | Dữ liệu khí hậu của Tadjoura | Dữ liệu khí hậu của Tadjoura | Dữ liệu khí hậu của Tadjoura |
| Tháng                                   | 1                            | 2                            | 3                            | 4                            | 5                            | 6                            | 7                            | 8                            | 9                            | 10                           | 11                           | 12                           | Năm                          |
| --------------------------------------- | ---------------------------- | ---------------------------- | ---------------------------- | ---------------------------- | ---------------------------- | ---------------------------- | ---------------------------- | ---------------------------- | ---------------------------- | ---------------------------- | ---------------------------- | ---------------------------- | ---------------------------- |
| Trung bình ngày tối đa °C (°F)          | 29.0 (84.2)                  | 29.2 (84.6)                  | 31.1 (88.0)                  | 33.1 (91.6)                  | 36.0 (96.8)                  | 39.7 (103.5)                 | 41.7 (107.1)                 | 40.6 (105.1)                 | 37.6 (99.7)                  | 34.0 (93.2)                  | 31.3 (88.3)                  | 29.7 (85.5)                  | 34.4 (94.0)                  |
| Trung bình ngày °C (°F)                 | 25.6 (78.1)                  | 26.3 (79.3)                  | 27.9 (82.2)                  | 29.7 (85.5)                  | 32.4 (90.3)                  | 35.7 (96.3)                  | 36.4 (97.5)                  | 35.6 (96.1)                  | 34.2 (93.6)                  | 30.3 (86.5)                  | 27.8 (82.0)                  | 26.2 (79.2)                  | 30.7 (87.2)                  |
| Tối thiểu trung bình ngày °C (°F)       | 22.2 (72.0)                  | 23.3 (73.9)                  | 24.6 (76.3)                  | 26.2 (79.2)                  | 28.7 (83.7)                  | 31.7 (89.1)                  | 31.1 (88.0)                  | 30.5 (86.9)                  | 30.7 (87.3)                  | 26.5 (79.7)                  | 24.2 (75.6)                  | 22.7 (72.9)                  | 26.9 (80.4)                  |
| Lượng Giáng thủy trung bình mm (inches) | 11 (0.4)                     | 9 (0.4)                      | 16 (0.6)                     | 12 (0.5)                     | 8 (0.3)                      | 1 (0.0)                      | 4 (0.2)                      | 18 (0.7)                     | 8 (0.3)                      | 13 (0.5)                     | 25 (1.0)                     | 20 (0.8)                     | 145 (5.7)                    |
| Nguồn: Climate-Data.org, độ cao: 12m    |                              |                              |                              |                              |                              |                              |                              |                              |                              |                              |                              |                              |                              |

## Giao thông

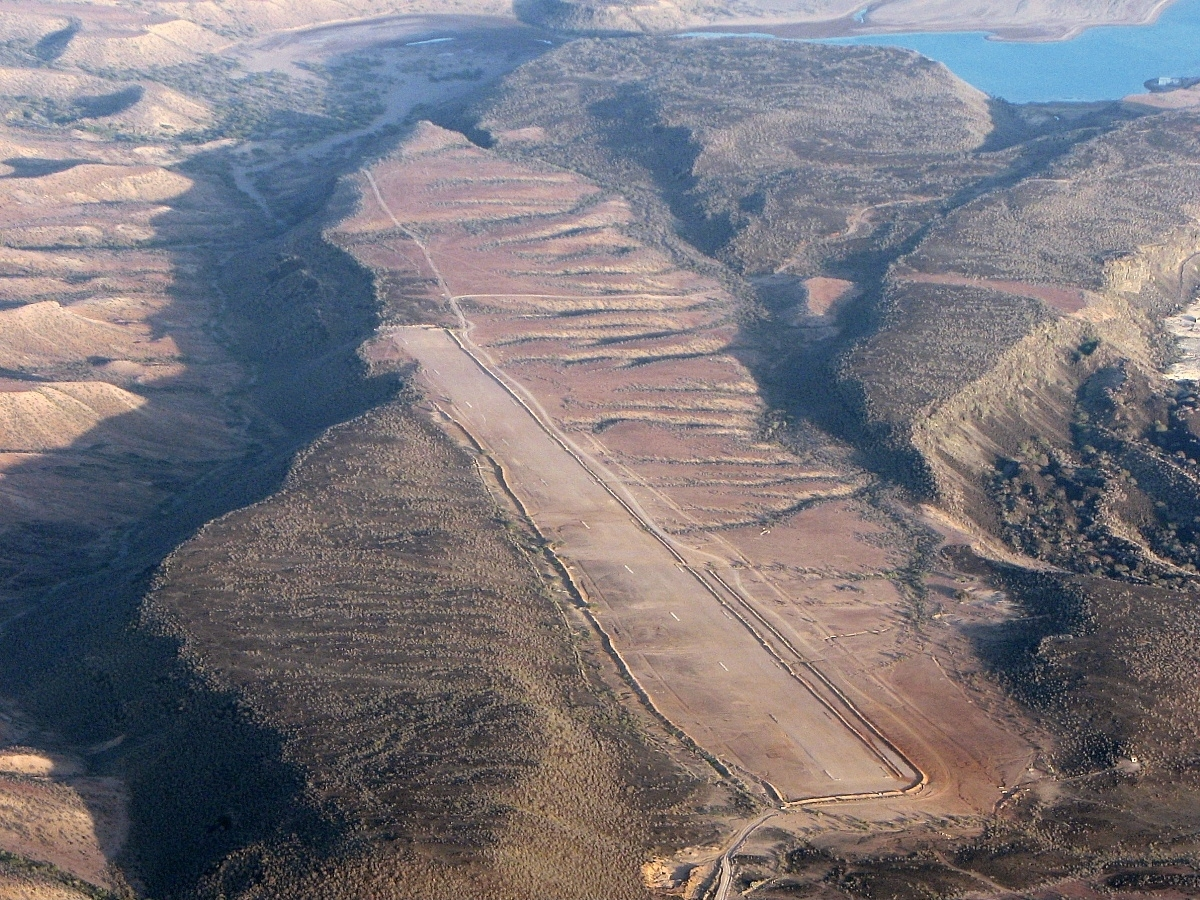
Cảnh nhìn từ trên không của một đường băng hạ cánh tại Tadjoura Airport.

Từ Thành phố Djibouti đến Tadjoura mất hai giờ rưỡi đi phà hay ba giờ rưỡi đi dhow hay mười lăm phút đi máy bay hoặc hai giờ đi đường trải nhựa (130 km). Đối với đường hàng không, Tadjoura có sân bay Tadjoura.

## Sultan
Dưới đây là danh sách Sultan của Tadjoura:
- 1620 Burhan bin Muhammad
- 1630 Dini bin Muhammad
- 1655 Kamil bin Burhan
- 1655 Hamad bin Dini (or Muhammad bin Dini)
- 1680 Musa bin Kamil
- 1680 Dini bin Hamad (or Nasser bin Hamad)
- 1705 Hamad bin Musa
- 1705 Muhammad bin Dini
- 1740 Muhammad bin Hamad
- 1770 Hamad bin Naser
- 1770 Hummad bin Muhammad
- 1800-1820 Mandaytu bin Hamad
- 1821-1859 Ad'allom Muhammad bin Hummad
- 1860-9 Mar 1862 Muhammad bin Mandaytu
- 1863-1879 Hummad bin Ad'allom Muhammad
- 1880-24 Aug 1912 Hummad bin Muhammad
- 2 Dec 1913-6 Aug 1927 Muhammad bin Arbahim
- Dec 1928-21 Apr 1962 Hummad bin Muhammad bin Arbahim
- ngày 18 tháng 5 năm 1964-1984 Habib bin Hummad bin Muhammad
- 1985-present Abd'ul Kadir bin Hummad bin Muhammad bin Arbahim

## Nhân vật nổi bật
- Dileita Mohamed Dileita, Cựu Thủ tướng Djibouti

## Thành phố kết nghĩa
| Country                | Town    |
| ---------------------- | ------- |
| Vương quốc Tây Ban Nha | Almería |
| Cộng hoà Yemen         | Mocha   |